# Chapel Row
Chapel Row – wieś w Anglii, w hrabstwie ceremonialnym Berkshire, w dystrykcie (unitary authority) West Berkshire. Leży 15 km na zachód od centrum miasta Reading i 74 km na zachód od centrum Londynu.